# Hrabstwo Ellsworth

Piramida wieku hrabstwa

Hrabstwo Ellsworth – hrabstwo położone w USA w stanie Kansas z siedzibą w mieście Ellsworth, najliczniejszym skupiskiem ludności. Hrabstwo zostało założone 27 lutego 1867.

## Miasta
Z szacowaną populacją na rok 2004:
- Ellsworth, 2883 (siedziba hrabstwa)
- Wilson, 766
- Kanopolis, 522
- Holyrood, 453
- Lorraine, 133

## Sąsiednie Hrabstwa
- Hrabstwo Lincoln (N)
- Hrabstwo Saline (E)
- Hrabstwo McPherson (SE)
- Hrabstwo Rice (S)
- Hrabstwo Barton (SW)
- Hrabstwo Russell (NW)

## Główne drogi
- Autostrada międzystanowa nr 70